# Ion Sântu
Ion Sântu, ortografiat în primele ediții Ion Sîntu, este un roman social scris de Ion Marin Sadoveanu și publicat în 1957 de către Editura de Stat pentru literatură și artă din București. El continuă acțiunea romanului 
Sfârșit de veac în București (1944) și era proiectat să fie cel de-al doilea volum al trilogiei Lume; autorul intenționa să scrie un al treilea volum intitulat Copacul în flăcări sau, după alte surse, Desăvârșirea lui Ion Sântu, dar din acest proiect n-au mai rămas decât titlul și câteva pagini disparate.
Romanul descrie copilăria și tinerețea lui Ion Sântu, fiul medicului Matei Sântu și al Amelicăi (fiica arhivarului Iancu Urmatecu), până în timpul Primului Război Mondial, continuând acțiunea romanului Sfârșit de veac în București din care nu sunt preluate decât câteva personaje: medicul Matei Sântu, Amelica, Iancu Urmatecu și Barbu B. (Bubi) Barbu, care dobândesc aici o pondere neînsemnată. Deși există o oarecare continuitate epică, Ion Sântu poate fi citit și ca un roman independent.
Scriitorul realizează o frescă socială a începutului secolului al XX-lea, prezentând noile raporturi sociale stabilite ca urmare a creșterii inechităților sociale și formarea intelectualității sub influența noilor mișcări de idei ce au loc în societate. Ion Sântu este, în esență, romanul unei formări spirituale.

## Rezumat
Bucureștiul se schimbase în cei șapte ani scurși de la nunta Amelicăi cu medicul Matei Sântu, iar strada pe care locuia Iancu Urmatecu crescuse în importanță. În acest timp, fostul arhivar reușise să salveze averea baronului Bubi Barbu și chiar să o aducă pe profit, faima sa de om de afaceri priceput fiind în creștere. Solicitat pentru sfaturi de tot mai mulți boieri cu probleme financiare, Urmatecu devine un om tot mai înstărit și cumpără noi moșii. În octombrie 1893 Amelica născuse un băiat care fusese botezat Ion (după bunicul său) și care crescuse în casa bunicilor. 

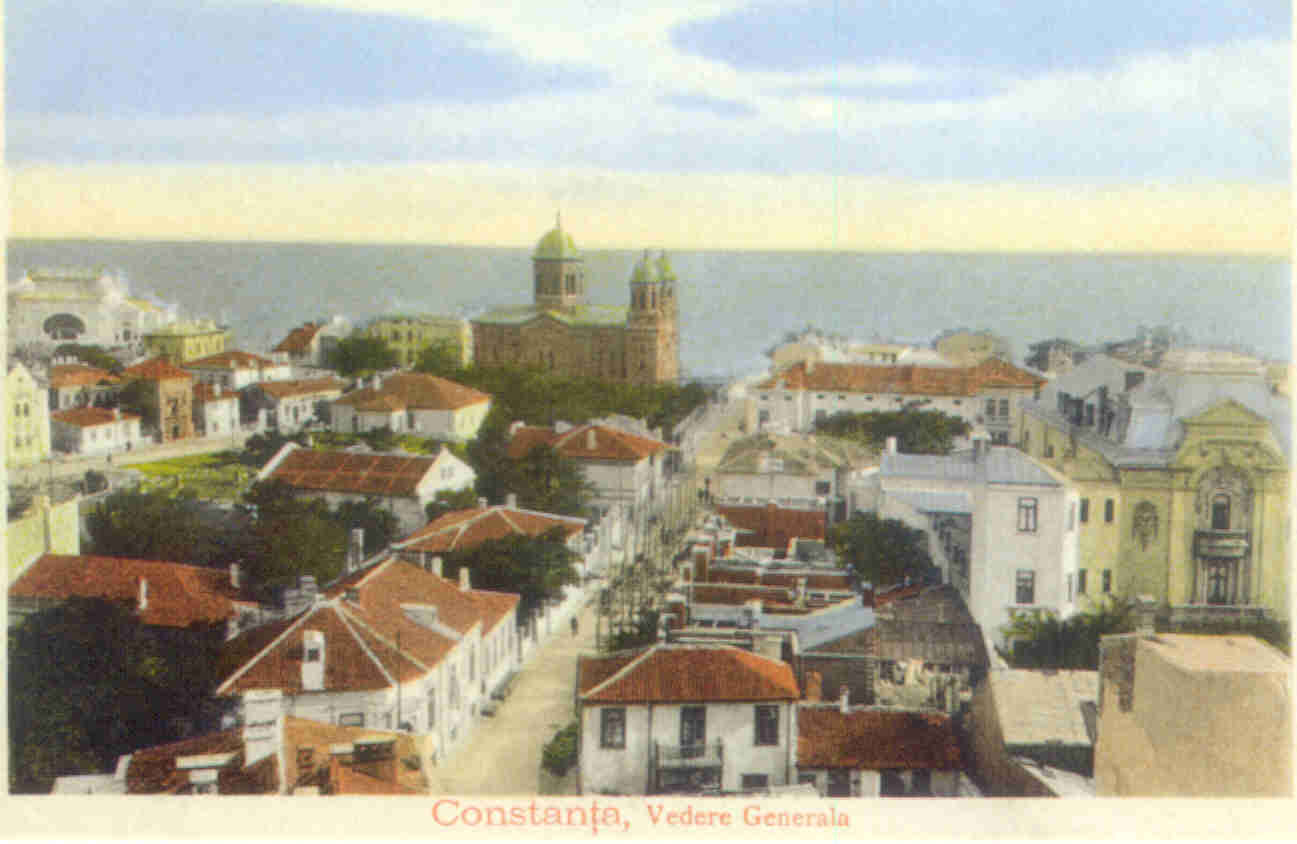
Oraşul Constanţa în anul 1909

Plictisit de medicina internă, dr. Matei Sântu se orientează către chirurgie, o ramură medicală pe care o considera mai activă. El este nemulțumit de educația pe care Onuț o primește în casa bunicilor, așa că acceptă un post de medic chirurg primar la Spitalul din Constanța pentru a-l scăpa pe băiat de influența nocivă a lui Urmatecu. Doctorul își construiește în centrul orașului o casă solidă, cu bani împrumutați de la socrul său, aducându-i acolo pe Amelica și Onuț, precum și pe guvernanta Berta von Grodde și pe slujnica Paraschiva. Familia Sântu dobândește importanță în lumea bună a orașului, în timp ce Onuț crește și este instruit de tatăl său și de profesori particulari, care au o influență deosebită asupra formării sale intelectuale.
Mișcările țărănești din primăvara anului 1906 tulbură ordinea publică din țară, iar Siguranța Statului îi arestează, printre alții, pe Manea Strapalea (cel care agitase spiritele la Bălășoieni) și pe fosta lui logodnică, Paraschiva, dar revoluționarul Ivan Maximovici Martînov (refugiat din Rusia) reușește să scape de urmăritori, aruncându-se în mare. În toamna anului 1906 Ionică Sântu se mută la București împreună cu prietenii săi Toderiță Clement și Sile Scafeș, devenind elevi la Colegiul „Sfântul Sava”. 
Răscoalele țărănești devin tot mai violente la începutul anului 1907, iar Urmatecu și prietenii săi de la Clubul Agricol încep să se îngrijoreze. În același timp, Ionică și Toderiță iau cunoștință de starea grea a țărănimii, fiind arestați după ce au participat la o întrunire muncitorească de solidaritate organizată la sala „Eforie” și la care au vorbit, printre alții, profesorul Iancu State Ciuboțel, ziaristul Corneliu Tălășan și țăranul Manea Strapalea. Guvernul conservator este înlocuit în martie 1907 cu un guvern liberal care înăbușă răscoala cu ajutorul armatei. Frământat de griji, Iancu Urmatecu moare, iar convoiul funerar se intersectează pe Calea Victoriei cu un coloană de furgoane ce-i ducea pe răsculați la închisoarea Malmaison, printre cei arestați aflându-se și Strapalea.
După moartea lui Urmatecu, Amelica intră în stăpânirea averii, distrugând testamentul găsit în casa de bani și fiind influențată în luarea deciziilor de bătrânul și lacomul avocat Anghel Ciuflea. A vândut o parte din moșii, a desființat grajdurile și a interzis prezența la masă a rudelor coanei Mița. Între Amelica și Matei Sântu apar neînțelegeri cauzate de legăturile adultere ale medicului, iar cei doi soți trăiesc despărțiți. După finalizarea studiilor liceale, Ionică Sântu se înscrie la Facultatea de Drept (urmând în paralel și Facultatea de Litere), împreună cu prietenii săi, cu excepția lui Toderiță Clement care se înscrie la Școala de Poduri și Șosele. Procurorul Clement se transferă la Curtea de Apel din București, iar soția sa, Glicheria (Glück), devine amanta tânărului Sile Scafeș. Văzând imoralitatea mamei sale, Toderiță se spânzură de o grindă din casă.

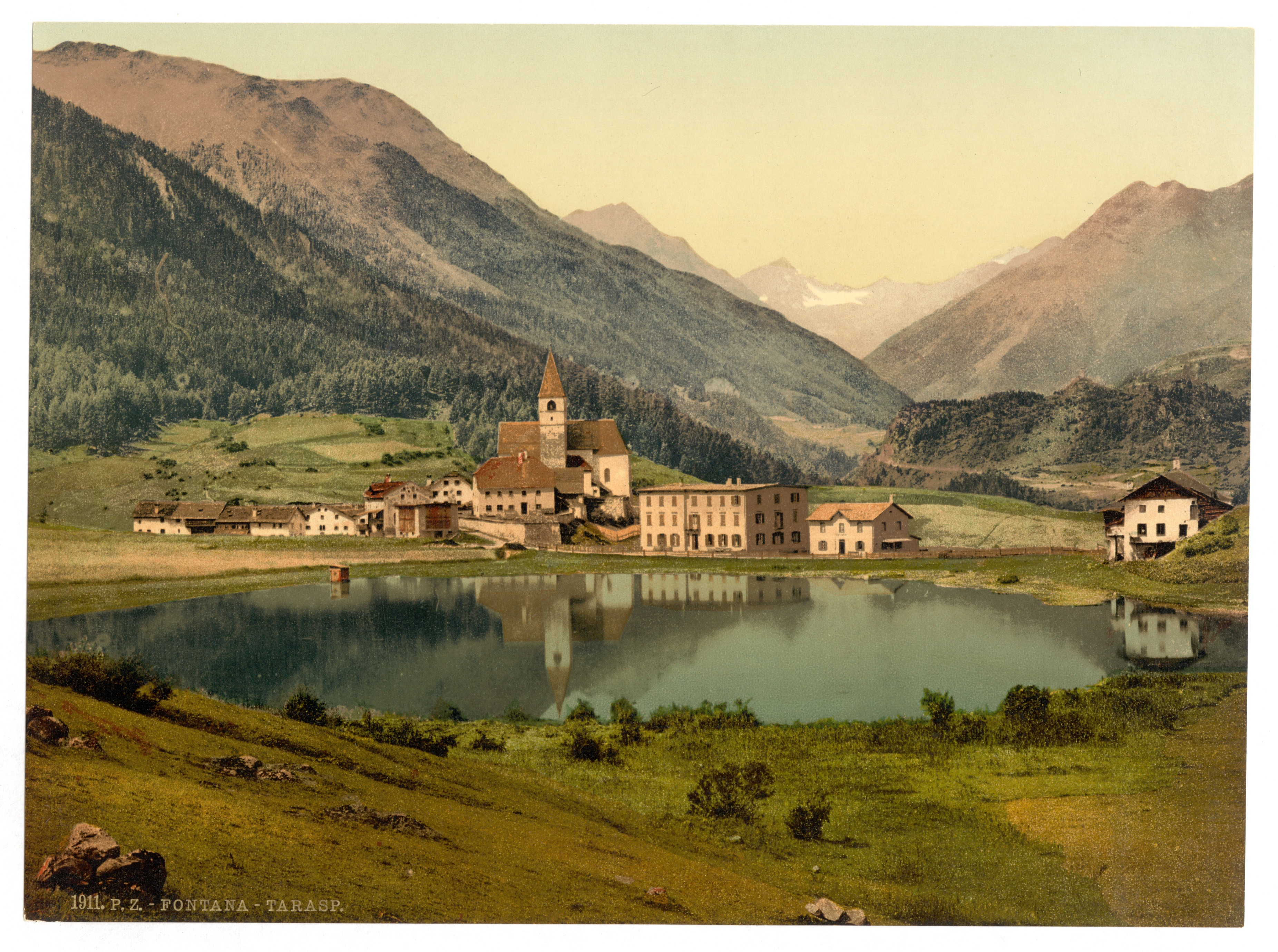
Staţiunea Tarasp în ultimul deceniu al secolului al XIX-lea

Prima poveste de dragoste a lui Ionică Sântu cu cocheta Zoica Poroineanu se termină nefericit, fata acceptând să se căsătorească din interes în primăvara anului 1914, după o călătorie la Nisa, cu moșierul Alexandru Gădină, un bărbat vârstnic și lipsit de educație. Tânărul începe să scrie literatură (însemnări, schițe, poezii), sub îndrumarea fostului profesor Iancu State Ciuboțel, participând la discuțiile literare și politice de la Terasa Oteteleșanu. La sfaturile unor medici care-i tratau o boală de ficat, Amelica pleacă în vara anului 1914, împreună cu Ionică, în stațiunea Tarasp de pe valea Engadina din Elveția. Tânărul se împrietenește acolo cu studenta poloneză Ewunia, implicată în activitatea subversivă antiaustriacă și antirusească și care îl instruiește în politica externă europeană, oferindu-i cunoștințe filozofice și de literatură rusă. Legătura dintre cei doi se întrerupe după izbucnirea Primului Război Mondial, dar lasă urme adânci în gândirea lui Ionică.
Politica externă de neutralitate a României produce atât mișcări publice în favoarea intrării în război pentru eliberarea Ardealului, cât și mișcări antirăzboinice. În acest timp, doctorul Sântu îl găzduiește în casa din Constanța pe Manea Strapalea, care începuse să organizeze o activitate sindicală pentru apărarea drepturilor muncitorilor din port și care se opunea intrării țării în război. Medicul se înglodează în datorii în cursul anului 1915, susținând financiar mișcările sindicale din porturile Constanța și Galați, ceea ce atrage atenția Siguranței. Dorind să-și ajute tatăl, Ionică își convinge mama să vândă avocatului Poroineanu niște loturi de pe șoseaua Pantelimonului, dar Amelica refuză să acopere datoriile medicului Sântu, lăsându-l la mâna creditorilor.
Situația financiară grea și presiunile politice la adresa sa îl determină pe medicul Sântu să-și vândă via și să-și ipotecheze casa de la Constanța. În august 1916 România intră în război de partea Antantei, iar doctorul este mobilizat ca maior și trimis în linia întâi a frontului din Transilvania. După o mobilizare scurtă pe valea Oltului, regimentul de artilerie din care făcea parte slt. Ion Sântu este trimis în Dobrogea. Luptele grele, înfrângerea rapidă și retragerea înspre Moldova îi oferă ocazia lui Ionel să observe mizeria adusă de război. Oprit la Târgu Bujor, tânărul ofițer este uimit să afle că în timp ce armata se deplasa pe jos familia Poroineanu primise la dispoziție un tren particular pentru a-și evacua mobila. În aceeași seară, Ivan Maximovici este arestat ca spion, dar Ionel îl ajută să fugă. Ca urmare a ultimelor evenimente, tânărul simte că se naște în el „un alt om, mai dârz, mai puternic, mai hotărât”.

## Structură
Romanul Ion Sântu este împărțit în trei părți, fiecare dintre acestea având câte patru capitole numerotate cu cifre romane și care nu au titluri.

## Personaje
Fiind foarte complex, romanul Ion Sântu conține un număr mare de personaje, multe dintre ele apărând doar în anumite perioade, dar fiind descrise în detaliu și menționate periodic.

### Personaje din casele familiilor Urmatecu și Sântu
- Ion Sântu — fiul medicului Matei Sântu și al Amelicăi, nepotul lui Urmatecu
- Matei Sântu — medic chirurg, soțul Amelicăi și ginerele lui Urmatecu, pasionat de cercetări medicale și de istoria științei
- Amelica — fiica lui Urmatecu și a coanei Mița, soția dr. Matei Sântu
- Iancu Urmatecu — fost arhivar la Tribunalul București, proprietarul mai multor moșii
- coana Mița — soția lui Urmatecu
- Berta von Grodde — guvernanta și profesoara de limba germană a lui Ionuț Sântu, fiica nobilului prusac scăpătat Bruno von Zerboni di Sposetti, rămas ca inginer silvic în Ardeal; se stabilește în România după o poveste de dragoste nefericită cu Corneliu Tălășan
- Paraschiva Lipan — fată originară din Bălășoieni, angajată în casa familiei Urmatecu, unde este persecutată permanent de Amelica; se ocupă de educația lui Ionuț; a fost iubita lui Manea Strapalea și apoi a lui Ivan Maximovici

### Personaje din protipendada Constanței
- Iorgu Scafeș — prefectul județului Constanța, senator conservator și moșier, căsătorit cu Smărăndița
- Georges Clement — procuror la Constanța și apoi la Curtea de Apel din București, căsătorit cu Glicheria; un om zgârcit și ticălos, nemilos cu micii borfași și cu agitatorii, dar fricos față de criminalii fioroși; decorat pentru merite în reprimarea Răscoalei din 1907
- Glicheria (Glück) — soția procurorului Clement și mama lui Toderiță, o femeie cu moravuri ușoare ce devine amanta comandorului Crihan; este originară din Moldova
- Henri-Eugen Crihan — comandor în Marina Militară Română, prieten din copilărie cu Osvald și la fel de destrăbălat ca acesta; a urmat cursurile Școlii Navale din Brest și s-a întors apoi în țară; îl împinge la suicid pe Osvald; se transferă apoi în Marina Comercială, preluând comanda unui pachebot; contrabandist cunoscut
- Predescu — profesor de istorie și directorul Gimnaziului din Constanța, originar din Ardeal, deputat liberal
- Toderiță Clement — fiul procurorului Clement și al soției sale, Glicheria, prietenul lui Ion Sântu
- Sile Scafeș — fiul prefectului Scafeș, prietenul cu Ion și cu Toderiță; devine apoi secretar al avocatului Poroineanu
- Costache Lămotescu — directorul sucursalei Constanța a Băncii Românești
- Alexandru Hangiu — prim-procurorul Parchetului de pe lângă Tribunalul județului Constanța

### Socialiști
- Iancu State Ciuboțel — profesor de istorie cu convingeri socialiste, prieten cu dr. Matei Sântu
- Ivan Maximovici Martînov — marinar rus originar din Odesa, intrat în mișcarea revoluționară rusă și refugiat în România după revolta marinarilor de pe crucișătorul Ecaterina a II-a de la începutul anului 1904; lucrează într-un atelier de reparat aparate marinărești amenajat pe remorcherul Sulina din cimitirul naval al portului Constanța și este angajat apoi pe ca mecanic agricol pe moșia de la Gargalâc a prefectului Scafeș; prieten cu profesorul Jeanjacquet și cu medicul Matei Sântu și iubit al Paraschivei
- Corneliu Tălășan — ziarist la Conservatorul, originar din Ardeal, fost iubit al Bertei, luptător pentru drepturile românilor din Transilvania și adept al ideilor socialiste
- Marc A. Jeanjacquet — profesor de limba franceză la un institut din Constanța, stabilit în România după ce fusese silit să-și părăsească orașul natal Fribourg (Elveția) din cauza ideilor sale socialiste
- Manea Strapalea — țăran sărac din Bălășoieni, fostul logodnic al Paraschivei, agitator al țăranilor împotriva moșierilor, condamnat pentru participarea la răscoală, dezertor, apropiat al militantului socialist Ștefan Gheorghiu
- Ilie Vâlău — mecanic la depoul CFR din Galați, agitator socialist

### Personaje legate de interesele sentimentale ale lui Ion Sântu
- Bazil Poroineanu — avocat văduv din Baroul Ilfov și deputat liberal, jurist cultivat și logician sever, dar și afacerist veros
- Zoica Poroineanu — fiica avocatului Poroineanu, frumoasă și cochetă, se căsătorește cu moșierul Alexandru Gădină și devine apoi amanta comandorului Crihan
- Fred Poroineanu — fratele mai mare al Zoicăi, coleg de școală cu Ionică Sântu, inteligent și ambițios, dar mai puțin educat
- Alexandru Gădină — moșier, prieten cu Bazil Poroineanu, vârstnic și lipsit de educație
- Elvira Corini — rudă după mamă a familiei Poroineanu, o fată cuminte care atrage atenția lui Ionică, a cărui iubită devine
- Honorina Krynicka — văduvă de magistrat superior, poloneză originară din Lemberg
- Ewa (Ewunia) Stanislawowa Krynicka — tânără poloneză, studentă în filozofie la Universitatea din Lemberg

### Alte cunoștințe de-ale lui Ion Sântu
- Simion Tașcă — student la Facultatea de Litere și prieten cu Ion; părinții lui au murit în timpul Răscoalei; are convingeri naționaliste și este adept al scrierilor lui Friedrich Nietzsche
- Victor Babeș — profesor la Facultatea de Medicină din București, savant cunoscut pe plan mondial, prieten cu medicul Matei Sântu
- Crow — negru originar din Sudan, dăruit de o englezoaică în Cipru comandorului Crihan și ajuns apoi ca slujitor în casa familiei Gădină

### Cunoștințe de-ale lui Urmatecu
- Barbu B. (Bubi) Barbu — unicul fiu al baronului Barbu, personaj cult, dar moale și singuratic; se mută cu chirie în casa familiei Urmatecu
- Vatica Varnali — boieroaică din familia Bălenilor, căsătorită cu un bancher grec bătrân și rămasă văduvă, se mută la Paris, unde trăiește în lux și desfrău, întreținându-l pe tânărul actor Osvald; de administrarea averii sale se ocupă Urmatecu; în anii următori are mai mulți amanți, printre care și Sile Scafeș
- Osvald — tânăr actor, superficial și destrăbălat, originar din Moldova și care se mutase la Paris; rămas paralizat după o criză survenită pe fond nervos la restaurantul Capșa, în toamna anului 1899, se împușcă în casa Vaticăi Varnali de lângă Biserica „Sf. Silvestru”
- Felix — negustor evreu de articole muzicale; are o dugheană pe Calea Victoriei
- Mironescu-Fortinbras — ziarist și critic teatral, amantul unei actrițe de la Teatrul Național; este cinic și corupt
- Joffe — jurnalist, critic teatral și negustor de origine franceză
- Scarlat — căpitan pensionar umil, copist în serviciul lui Urmatecu, a cărui bătaie de joc devine
- Frosa Ulmeanu — sora lui Urmatecu, ghicitoare în cărți și în cafea
- Costică Ulmeanu — fiul Frosei, un derbedeu hoț implicat în tot soiul de afaceri dubioase, fost logofăt pe moșiile Bobești și Glina, este bătut de țărani cu ocazia Răscoalei din 1907
- Dumitrache Roșca, Andrei Crăsnaru, Lăscăruș Cliță, Leon Motaș, Manolache Jinga, Grigore Dragne — moșieri, cunoștințe de-ale lui Urmatecu de la Clubul Agricol
- Spiridon Păsărică zis Ciupitovschi — funcționar pensionar la Creditul Rural, vecin de-al lui Urmatecu
- Anghel Ciuflea — un avocat bătrân și viclean care se ocupă de afacerile Amelicăi după moartea lui Urmatecu

## Scrierea și publicarea romanului
Ideea unui roman frescă de epocă datează de la începutul anilor '30; Ion Marin Sadoveanu a publicat în anii 1932–1933, în România literară, un ciclu de articole intitulat „Din cărțile lui Ion Sântu”. Scriitorul afirma într-un interviu din 1957 că în acei ani „n-aveam încă nici planul romanului, nici viziunea personajului”, dar că „mă obsedă însă numele”.
Romanul Sfârșit de veac în București a început să fie scris în iarna anului 1935, redactarea sa fiind întreruptă după numai două capitole, „din cauze din afară de voința autorului”. Primele două capitole au fost publicate unitar în numărul din decembrie 1939 al Revistei Fundațiilor Regale, sub titlul „Din „Cartea lui Ion Sântu” (fragment)”. Textul cuprins în cele unsprezece pagini publicate în revistă era asemănător în proporție mare cu textul primelor două capitole din versiunea finală a cărții. Sadoveanu a reluat lucrul la roman în primăvara anului 1943, finalizându-l în toamna aceluiași an. Sfârșit de veac în București a fost publicat pentru prima oară în februarie 1944 de către Editura Socec din București. Romanul a fost bine primit, fiind lăudată reconstituirea ficțională prin fapte, personaje și descrieri a unei perioade din trecutul Bucureștiului, evocată „într-o factură tradițională de mare rafinament”.
Succesul cărții l-a determinat pe Ion Marin Sadoveanu să continue acțiunea, prezentând destinele unor personaje ca Matei și Ion Sântu până în perioada Primului Război Mondial. Astfel, în numărul din august 1944 al Revistei Fundațiilor Regale, a fost publicat un fragment de 14 pagini intitulat „Din «Încercările lui Matei Sântu»” ce va forma începutul viitorului roman Ion Sântu, având deosebiri minore față de primele pagini ale versiunii definitive cu excepția faptului că acțiunea romanului începea în toamna anului 1892 (când se năștea Ion Sântu) și nu în toamna anului 1893. Fragmentul se termina cu momentul în care boieroaica Vatica Varnali îl anunța pe Urmatecu că va veni cu Osvald la București.
Ion Sântu a fost scris și publicat în Obsedantul deceniu, o perioadă în care autoritățile comuniste militau pentru o proză realist-socialistă inspirată din scrierile autorilor sovietici și din recomandările lui Lenin în domeniul literaturii. Astfel, el a fost influențat de spiritul timpului, existând referințe la Răscoala din 1907 și la mișcarea muncitorească din România, evenimente ce produc ecouri în conștiința intelectualității.
Romanul a fost bine primit de critică, dar aspectul oarecum desuet al prozei a determinat criticii să-l omită de multe ori din analizele lor. Astfel, Cornel Regman constata în 1966 următoarele: „Fără să fi intrat în aria de penumbră care precede uitarea, romanul Ion Sîntu nu face parte însă nici din acel «activ» de opere cu care criticii operează curent în exemplificările lor, împrejurare nu numai nedreaptă ci și profund păgubitoare”.
Ion Marin Sadoveanu intenționa să scrie și un al treilea volum intitulat Copacul în flăcări sau, după alte surse, Desăvârșirea lui Ion Sântu, dar din acest proiect n-au mai rămas decât titlul și câteva pagini răzlețe. Scriitorul nu era hotărât cu privire la modul în care urma să se desfășoare desăvârșirea spirituală a lui Ion Sântu; într-o primă versiune, personajul urma să adopte credința religioasă, pentru ca într-o versiune ulterioară să fie influențat de gândirea marxistă și să aibă o evoluție politică înspre stânga radicală. Acțiunea romanului s-ar fi întins până în deceniul patru al secolului al XX-lea.

## Inspirație autobiografică
Romanul Ion Sântu conține o cantitate importantă de material autobiografic. Scriitorul Ion Marin Sadoveanu s-a născut în anul 1893, în București, ca și Ion Sântu (personajul principal al acestui roman), și a copilărit la Constanța, unde a urmat anii de școală. Tatăl său a fost medic chirurg, ca și Matei Sântu, și a fost mutat cu serviciul în orașul de pe malul Mării Negre, dedicându-și viața ridicării materiale a oamenilor nevoiași de pe „pământul deznădăjduit” al Dobrogei. Personajul Ion Sântu are preocupări literare, călătorește în țară și străinătate, trece prin câteva crize sentimentale și cunoaște astfel inechitățile sociale din România.

## Teme principale

### Formarea intelectuală a unui tânăr
Romanul se axează pe formarea intelectuală și morală a tânărului Ion Sântu sub influența principalelor evenimente istorice din perioada antebelică (Răscoala din 1907 și Primul Război Mondial), a realității sociale din acei ani (inechitatea între clase), a teoriilor filozofice și politice ale epocii și a ideilor socialiste propagate de un intelectual rus.
Crescut inițial în casa din București a bunicului său, moșierul parvenit Iancu Urmatecu, Ionuț deprinde un comportament de stăpân în relația cu cei de rang social inferior. Mutarea familiei la Constanța determină o modificare a comportamentului tânărului ca urmare a învățăturii severe de tip germanic a guvernantei Berta și a contactului cu activiști socialiști precum profesorii Iancu State Ciuboțel și Marc A. Jeanjacquet și, mai ales, marinarul rus Ivan Maximovici Martînov. Personajul asimilează idei atât din literatura citită și din presa acelor vremuri, cât și din discuțiile cu intelectuali de diferite orientări politice. Formarea intelectuală a lui Ion Sântu nu se desfășoară în singurătate, ci prin confruntare directă cu mișcările de idei și cu realitățile social-politice de la începutul secolului al XX-lea, integrând căutările unei întregi generații care nu mai împărtășea aceleași valori cu înaintașii săi.
Romanul Ion Sântu accentuează „diferența de concepție și de viață ce s-a produs numai în câteva generații ale unei aceleiași familii românești...”. Evoluția personajului Ion Sântu este urmărită pe parcursul a două decenii. Spre deosebire de Enigma Otiliei în care personajele din jurul cuplului de orfani Felix și Otilia își asumă neoficial îndatoririle de părinți ai acestora, multe din personajele ce apar în Ion Sântu devin, într-un fel sau altul, profesorii tânărului, fiecare aducându-i propriul mesaj educativ. Personajul își construiește personalitatea prin decantarea învățăturilor primite în viață.
Confruntat cu răutatea și cu meschinăria oamenilor, tânărul începe să observe o „lume de oameni ahtiați și răi, cumpliți pentru o frântură de avere, neînduplecați, crunți pentru stăpânire, până și între frați. Lumea oamenilor nesubțiați, neînvățați, «ăia» ai bunicului său...”.

### Răspândirea ideilor socialiste în România antebelică
Publicat în anii '50 ai secolului al XX-lea, o perioadă în care autoritățile comuniste militau pentru o proză realist-socialistă inspirată din scrierile autorilor sovietici și din recomandările lui Lenin în domeniul literaturii, romanul Ion Sântu a inclus o serie de compromisuri ideologice. Astfel, autorul a inclus referințe numeroase la Răscoala din 1907 și la mișcarea muncitorească din România, evenimente ce au produs ecouri în conștiința intelectualității.
Romanul dobândește pe alocuri un caracter tezist, mai ales în pasajele care descriu Răscoala de la 1907 și influența exercitată de revoluționarul rus Ivan Maximovici asupra tânărului Ion Sântu. Cu toate acestea, criticul Nicolae Manolescu consideră că „Răscoala din 1907 e zugrăvită mai puțin fals decât în Cronica de familie ori în Desculț, doar că rolul instigatorilor socialiști, unii ruși, e privit ca un factor pozitiv”, concluzionând că „Ion Sântu rămâne totuși unul dintre romanele relativ oneste din epoca realismului-socialist, cu mai puține concesii decât majoritatea”.

## Aprecieri critice
Romanul realizează o vastă frescă de epocă, conținând descrieri numeroase ce amintesc prin stilul elaborat, meticulos și precis de scrierile lui Gustave Flaubert. Criticul literar Eugen Simion găsea unele asemănări cu romanul Salammbô (1862) al lui Flaubert, iar însuși I.M. Sadoveanu recunoscând, într-o convorbire din 1963, că stilul său ar datora multe scriitorului francez. Alți critici (Paul Georgescu, Ov.S. Crohmălniceanu) au evidențiat asemănări literare și cu „proza artistă” (kunstprosa) germană, rezultat al lecturilor și traducerilor din Goethe și Thomas Mann. Astfel, Petre Răileanu îl includea pe filiera romanului Anii de ucenicie ai lui Wilhelm Meister al lui Goethe, în timp ce Crohmălniceanu considera Ion Sântu ca fiind romanul unei formări spirituale, un „Bildungsroman” inspirat ca model de Muntele vrăjit al lui Thomas Mann.
Construcția romanului este una tradițională, faptele fiind narate la persoana a III-a de către un autor omniscient. În ciuda acceptării unor compromisuri ideologice, romanul este lucrat laborios, având o organizare artistică solidă și reconstituind o frescă socială a perioadei antebelice. Astfel, Ion Sântu se situează la nivelul calitativ al prozei interbelice a lui Ion Marin Sadoveanu. Tonul și stilul acestui roman este același din Sfârșit de veac în București, remarca Nicolae Manolescu, dar lipsește dramatismul scenelor din romanul anterior. Principalul cusur al romanului îl constituie, în opinia lui Petre Răileanu, „lipsa de concentrare a epicului”, fiind urmărite prea multe fire epice secundare care complică inutil acțiunea.
Ion Sântu poate fi considerat un roman pedagogic sau intelectual, o biografie spirituală care integrează frământările și căutările generației tinere de la începutul secolului al XX-lea. „Navigând printre diverse sisteme educative”, după cum se exprima plastic Ionel Oprișan, personajul principal suferă o formare intelectuală și morală ca efect al contactului cu evenimentele istorice (Răscoala din 1907 și Primul Război Mondial), cu realitatea socială a epocii, cu literatura citită, cu teoriile filozofice și politice ale epocii și cu ideile socialiste propagate de un intelectual rus.
Mai multe personaje din roman par a proveni din literatura lui I.L. Caragiale precum Amelica, o Ziță cu stare caracterizată prin disprețul față de „mitocani” sau Spiridon Păsărică zis Ciupitovschi care, în zilele Răscoalei din 1907, se izolează de familie o săptămână pentru a redacta un memoriu naiv pentru a-i liniști pe răsculați, timp în care „umblau toți ai casei în vârful picioarelor, iar bătrâna nevastă-sa le spunea la copii: Scapă tata țara!”. Chiar și tânărul Ion Sântu descoperă printre rudele bunicilor săi de prin mahalalele Bucureștilor „vicleșuguri, răutăți, caraghiozlâcuri și ridicole ifose ca la personajele din piesele lui Caragiale”.

## Traduceri
Romanul Ion Sântu a fost tradus în limba germană (Jahre der Entscheidung, Verlag der Morgen, Berlin, 1961; traducere de Jakob Paul Molin; reeditată în 1962).